# تود ريكيتس
تود ريكيتس (بالإنجليزية: Todd Ricketts)‏ هو شخصية أعمال أمريكي، ولد في 23 سبتمبر 1969 في ويلميت في الولايات المتحدة.